# Złota Kaczka
Złota Kaczka — найстарша польська кінопремія, яку присуджує журнал Film та його читачі від 1956 року.
Ідея створення премії виникла під час святкування 10-ліття журналу. Спочатку було запропоновано, щоб нагороду присуджувало журі, яке складалося б з членів редколегії. Проте згодом були вирішено, що голосувати за переможців будуть читачі. Проєкт нагороди створив професор Єжи Ярнушкевичем.

## Золота качка для найкращого фільму
| - 1956: Sprawa pilota Maresza - 1957: Канал - 1958: Попіл і діамант - 1959: Потяг - 1960: Хрестоносці - 1961: Мати Йоанна від янголів - 1962: Ніж у воді - 1963: Як бути коханою - 1964: Перший день свободи - 1965: Popioły - 1966: Фараон - 1967: Вестерплатте - 1968: Żywot Mateusza - 1969: Пан Володийовський - 1970: Krajobraz po bitwie - 1971: Życie rodzinne]] - 1972: без нагородження - 1973: без нагородження - 1974: Потоп - 1975: Bilans kwartalny - 1976: Przepraszam, czy tu biją? - 1977: Кохай або кинь - 1978: Spirala - 1979: Klincz - 1980: Kung-fu - 1981: без нагородження - 1982: без нагородження - 1983: Wielki Szu | - 1984: Сексмісія - 1985: Yesterday - 1986: C.K. Dezerterzy - 1987: Matka Królów - 1988: Короткий фільм про вбивство - 1989: Przesłuchanie - 1990: Ucieczka z kina «Wolność» - 1991: Подвійне життя Вероніки - 1992: Пси - 1993: Kolejność uczuć - 1994: Три кольори: Білий - 1995: Tato - 1996: Pułkownik Kwiatkowski - 1997: Кілер - 1998: Historia kina w Popielawach - 1999: Вогнем і мечем - 2000: Życie jako śmiertelna choroba przenoszona drogą płciową - 2001: Cześć Tereska - 2002: Edi - 2003: Ciało - 2004: Pręgi - 2005: Komornik - 2006: Plac Zbawiciela - 2007: Обіцяна земля (найкращий фільм 50-ліття Золотих качок) - 2008: Lejdis - 2009: 33 sceny z życia - 2010: Dom zły - 2011: Sala samobójców - 2012: Jesteś Bogiem |

## Bibliografia
- Офіційна сторінка кінопремії